# 阇利经
《阇利经》，南传上座部佛教《巴利文大藏经》中的长部第七部经。

## 介绍
佛陀在憍赏弥时，出家人孟提摄和阇利来问佛陀生命和身体是否同一的问题，佛陀并无直接回答，而详细讲述通过戒定慧证得四圣谛，最终达到解脱。
该佛经与摩诃梨经后半部相同。而在汉传佛教的《大正新修大藏经》中，没有对应经典。